# 도덕과 종교의 두 원천
《도덕과 종교의 두 원천(프랑스어: Les Deux Sources de la morale et de la religion)》은 1932년 앙리 베르그송의 저서이다.

## 소개
<창조적 진화>보다 25년 뒤에 발간된 책으로, <창조적 진화>의 테마의 연장으로서, 또 <창조적 진화>를 집필중에 이미 떠올랐던 과제에 대한 해답으로서 씌어진 것이다. 동시에 제1차 세계대전과 러시아 11월 혁명 후 새로운 국제적 모순이 심각해지는 가운데 대두된 파시즘, 그리고 다시금 전쟁에 대한 어두운 예감 등 격동과 불안의 세기에 대처해 보려는 문제의식도 이 책의 저류에 영향을 미치고 있다. 
도덕적 의무의 본성과 발생적 원천을 분석하여 닫힌도덕과 열린도덕의 본성상 차이를 지적하고, 전자에 의존하는 닫힌사회로부터 후자에 기초하는 열린사회로의 이행에서 정서적 감동의 역할이 중요함을 역설한다. 사회는 하나의 거대한 유기체와 유사하여 사회의 생존과 질서를 유지하기 위해서는 성원들이 무의식적으로 수행하는 습관들의 체계를 필요로 한다. 인간 지성의 발명품으로 보이는 관습, 법, 규율, 도덕적 의무들의 발생적 근원에는 집단의 존속을 유지하기 위한 자연적 본능의 요구가 들어 있다. 사회적 결속을 지향하는 본능에 따라 의무를 강제하는 억압의 도덕은 닫힌사회를 겨냥하며 가족애와 애국심으로 똘똘 뭉쳐 다른 사회에 대해 배타적인 거리를 취한다. 그러나 열린사회의 가능성이 없는 것은 아니다. 사회적 형태로 드러난 생명의 흐름은 자기 보존에만 몰두하는 것이 아니라 자기 창조의 도약도 감행하기 때문이다. 
정적 종교의 본성과 꾸며내기 기능, 동적 종교의 본성을 해명하고, 사랑의 원리를 실천하는 도덕적 영웅으로서의 신비가들에 대해 논한다. 정적 종교는 닫힌사회의 종교이며 억압의 도덕을 강화한다. 미신이나 종교를 갖지 않는 동물들에 비해서 고도의 합리적 지성을 가진 인간은 오히려 미신과 종교를 갖는다. 이는 인간의 지성이 지나치게 멀리까지 나아갈 때 산출될 수 있을 위험을 방지하기 위해 지성의 주위에 희미하게 남아 있던 본능이 수행하는 꾸며내기 기능에서 유래한다. 정적 종교는 억압의 도덕과 마찬가지로 한 사회의 존속을 목표로 하며 닫힌사회를 지향한다. 동적 종교는 열린사회의 종교이며 인류애를 지향하는 열망의 도덕을 강화한다. 정적 종교가 자연적 본능에서 유래하는 비합리적 미신의 성격을 지닌다면, 동적 종교는 깨어난 직관에서 유래하는 신비주의의 성격을 지닌다. 신비적 체험은 생명을 나타나게 한 창조적 노력과 접촉하면서 존재의 근원에 대한 통찰에 이르는 것인데, 단지 생명적 근원을 관조하고 명상하는 데 그치는 것이 아니라 적극적인 행동으로 표현하는 데 역동적인 종교적 특성이 있다.
닫힌사회와 열린사회를 총괄적으로 비교하면서 전쟁의 불가피성과 극복 가능성에 대해 해명하고, 지성에 기초하는 기계적인 것과 직관에 기초하는 신비적인 것의 관계 속에서 인류의 미래에 대한 메시지를 전한다. 억압의 도덕과 정적 종교에 의해 유지되는 닫힌사회는 생물학적 본능에 따라 형성된 것으로 다른 사회와의 전쟁을 자연적인 요소로 갖는다. 전쟁 본능은 인구 증가, 산업화, 기계문명의 발달 등으로 가속화되며 물질적 안락과 사치에 물든 삶의 태도를 근본적으로 고치지 않는 한 뿌리치기 어렵다. 그러나 인류의 미래가 어두운 것만은 아니다. 생명의 진화가 곤충과 인간에게서 본능과 지성의 두 경향을 각각 우세한 것으로 표현하며 동시에 갈라져 나갔던 것과 다르게, 사회의 진화에서는 한쪽의 경향을 극단으로 소진한 다음에 나머지 다른 쪽 경향을 뒤이어 실현하는 양상을 띤다. 기계의 발명은 도구 제작적 인간 지성의 본성에서 유래했으나 석유나 석탄 등 물질적 에너지들을 운동으로 전환시킨 거대 기계들의 발명은 근대 산업사회를 구축하면서 인간의 물리적 힘을 예견하지 못했던 방향으로 크게 증가시켰다. 기계적인 것은 신비적인 것을 위축시키고, 커진 육체는 영혼의 보충을 기다리게 되었다. 인류는 자신이 이룩한 문명의 무게에 짓눌려 신음하고 있으며, 인류의 미래는 열망의 도덕과 동적 종교로 특징지어지는 열린사회로 도약하기 위한 인류 자신의 노력과 결단에 달려 있다. 
표면상의 테마는 '도덕과 종교'이지만, '생명의 창조적 지속'이라는 기본관점에서 씌어진 베르그송류(流)의 '사회학'이라고 할 수 있다. 도덕과 종교는 그 발생 기반＝'원천'인 사회생활의 차원에서만, 또는 사회생활과의 관련에 있어서만 문제가 되고 있다. 거꾸로 말하면 인간적＝사회적 생존 및 사회의 발전은 정신적 실현과정이라는 뜻을 갖고, 도덕과 종교를 그 집중적 표현의 축으로 하는 한에서만 문제가 되고 있다. <시간과 자유>에서 자유 문제로부터 출발하고, 이를 <창조적 진화>에서 생의 창조성 문제로 깊이 고찰한 베르그송은, 여기서는 다시 생명의 형이상학으로부터의 전개로서 자유 문제로 되돌아오고 있다. 그리고 '자유'는 추상적으로 개인의 자유로서가 아니라, 개인과 사회 상호간의 원환적(圓環的)인 상호침투 관계 그 자체에 있어서의 문제로서 취급되고 있다. 